# Austrolestes colensonis
Austrolestes colensonis là loài chuồn chuồn trong họ Lestidae. Loài này được White mô tả khoa học đầu tiên năm 1846.

## Hình ảnh

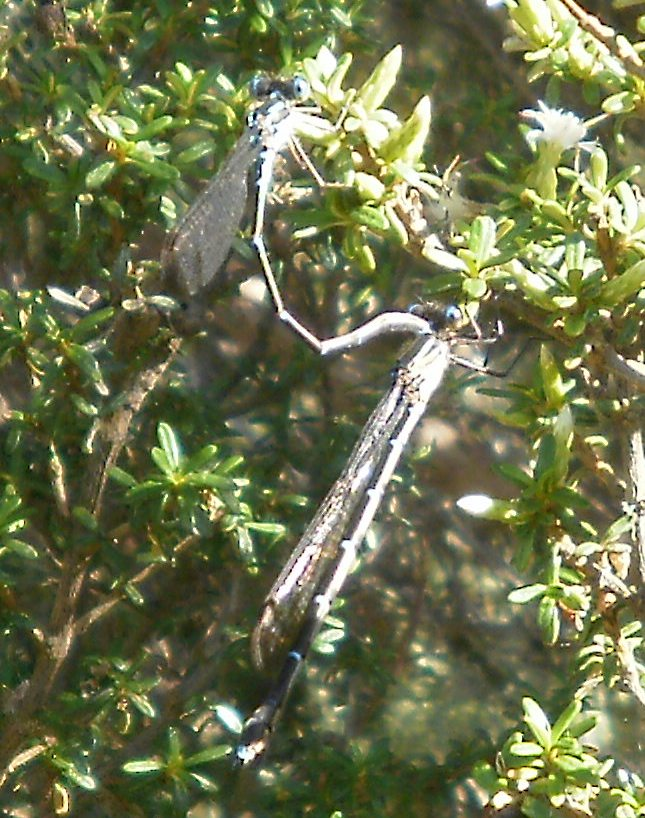